# Challenge Bell 2003
Challenge Bell 2003 — тенісний турнір, що проходив на закритих кортах з килимовим покриттям Club Avantage Multi-Sports у Квебеку (Канада). Належав до турнірів 3-ї категорії в рамках Туру WTA 2003. Це був 11-й за ліком Challenge Bell. Тривав з 27 жовтня до 2 листопада 2003 року. Марія Шарапова здобула титул в одиночному розряді.

## Переможниці та фіналістки

### Одиночний розряд
Марія Шарапова —  Мілагрос Секера, 6–2, знялася
- Для Шарапової це був 2-й титул за сезон і 2-й - за кар'єру.

### Парний розряд
Лі Тін /  Сунь Тяньтянь —  Елс Калленс /  Мейлен Ту, 6–3, 6–3
- Для Лі це був 2-й титул за сезон і 2-й - за кар'єру. Для Сунь це був 2-й титул за сезон і 2-й - за кар'єру.